# 서울 신촌 대학생 피살 사건
서울 신촌 대학생 피살 사건(-新村大學生被殺事件)은 2012년 4월 30일, 서울 지하철 2호선 신촌역 인근 바람산 어린이공원(창천근린공원)에서 대학생 김모씨가 흉기에 찔려 숨진 채 발견된 사건이다.

## 사건
강원특별자치도의 한 대학교 2학년에 재학 중이던 피해자 김모씨는 온라인 게임 마비노기를 통해 대학생 박모씨와 만나 연인 관계로 발전했다. 그러나 두 사람의 관계는 박씨가 '사령카페'라는 특정 커뮤니티에 깊이 빠지면서 위기를 맞게 되었다.
사령카페는 사령을 불러내 악령으로부터 자신을 보호하는 방법 등을 공유하는 일종의 오컬트 커뮤니티였다. '마녀'로 불리며 카페 내에서 상당한 영향력을 행사하던 박씨는 커뮤니티 활동에 점점 심취해 갔고, 이를 우려한 김씨는 박씨에게 탈퇴를 권유했다. 하지만 강요를 받아들일 수 없었던 박씨는 오히려 카페 회원들에게 김씨가 자신을 괴롭히는 가해자라고 거짓으로 이야기하며 상황을 왜곡했다. 결국 김씨는 여자친구 박씨와 사령카페 회원들의 집단적인 따돌림 대상이 되었다.
박씨는 평소 알고 지내던 이모군과 윤모씨에게 김씨를 살해할 것을 사주했다. 박씨의 지시를 받은 이군과 윤씨는 2012년 4월 30일, 김씨를 바람산 어린이공원으로 유인하여 망을 보던 홍모양이 있는 가운데 준비해 온 칼과 쇠몽둥이로 무참히 폭행하여 살해한 후 시신을 인근 풀숲에 유기했다.
공원을 지나던 환경미화원에 의해 피를 흘린 채 쓰러져 있는 김씨의 시신이 발견되면서 경찰 수사가 시작되었다.

## 수사
경찰은 김씨를 살해한 혐의와 관련하여 이군과 윤씨에 이어, 직접적인 범행에 가담한 홍양과 살인 계획을 미리 알고도 이를 방조한 혐의를 받는 김씨의 전 여자친구 박씨까지 추가로 구속했다. 당초 홍양은 구속영장이 기각되어 불구속 상태였으나, 대질신문과 추가 수사를 통해 새로운 증거가 확보되면서 법원은 결국 홍양과 박씨에 대한 구속영장을 발부하게 되었다.

## 재판
검찰은 윤모씨 등 범인에 대해 중형을 구형했다.
2012년 10월 24일, 윤모씨와 이모군은 각각 살인 혐의로 징역 20년을 선고받았다. 홍모양은 범행 가담 혐의로 장기 12년, 단기 7년형을 선고받았으며, 박모씨는 살인 방조죄로 징역 7년형을 선고받았다.
피해자 김씨의 부모는 법원의 선고에 대해 깊은 억울함을 호소하며 더욱 엄중한 처벌을 요구했다. 한편 피고인들은 선고된 형량이 과하다고 반발하며 항소했지만, 항소심과 상고심에서 원심이 그대로 유지되어 최종 형량이 확정되었다.